# Hits Are for Squares
Albums de Sonic Youth
SYR7: J'Accuse Ted Hughes
(2008) SYR8: Andre Sider Af Sonic Youth
(2008)
Hits Are for Squares est une compilation de Sonic Youth. L'album contient 16 titres. Les 15 premiers ont été sélectionnés par d'autres artistes tandis que le dernier est un nouveau titre.

## Titres
1. Bull in the Heather (choisi par Catherine Keener) (de Experimental Jet Set, Trash and No Star)
2. 100% (choisi par Mike D) (de Dirty)
3. Sugar Kane (choisi par Beck) (de Dirty)
4. Kool Thing (choisi par Radiohead) (de Goo)
5. Disappearer (choisi par Portia de Rossi) (de Goo)
6. Superstar (choisi par Diablo Cody) (de If I Were a Carpenter (album) (en))
7. Stones (choisi par Allison Anders) (de Sonic Nurse)
8. Tuff Gnarl (choisi par Dave Eggers & Mike Watt) (de Sister)
9. Teen Age Riot (choisi par Eddie Vedder) (de Daydream Nation)
10. Shadow of a Doubt (choisi par Michelle Williams) (de EVOL)
11. Rain on Tin (choisi par Flea) (de Murray Street)
12. Tom Violence (choisi par Gus Van Sant) (de EVOL)
13. Mary-Christ (choisi par David Cross) (de Goo)
14. The World Looks Red (choisi par Chloë Sevigny) (de Confusion Is Sex)
15. Expressway To Yr Skull (choisi par The Flaming Lips) (de EVOL)
16. Slow Revolution